# Djénéba Bamba
Djénéba Bamba (* 5. Februar 1983 in Bamako) ist eine malische Fußballspielerin.

## Karriere

### Verein
Bamba startete ihre Karriere in Mali mit dem US Djicoroni. Im Sommer 2004 wechselte sie aus Mali in die Reserve des Racing Club Saint-Étienne, wo sie auf Landsfrau Aïssata Coulibaly traf.
Im Sommer 2006 wurde Bamba zum Division 1 Féminine Team des RC Saint-Étienne befördert und gab am 10. September ihr Profidebüt gegen FC Vendenheim. Nachdem sie in vier Jahren für den RC Saint-Étienne gespielt hatte, kehrte sie in ihre Heimat zurück und steht seitdem bei Super Lionnes d'Hamdalaye in ihrer Heimat Mali unter Vertrag.

### International
Bamba gehört seit 2003 zur malischen Fußballnationalmannschaft der Frauen und nahm 2006 am Fußball-Afrikameisterschaft der Frauen in Nigeria teil.